# Медаль «За освобождение Джебраила»
Медаль «За освобождение Джебраила» (азерб. "Cəbrayılın azad olunmasına görə" medalı) — медаль Азербайджанской Республики.

## История
20 ноября 2020 года на пленарном заседании Милли Меджлиса Азербайджана был вынесен на обсуждение законопроект о внесении поправок в закон «Об учреждении орденов и медалей Азербайджанской Республики».
Медаль «За освобождение Джебраила» была учреждена в этот же день в первом же чтении согласно законопроекту об учреждении орденов и медалей по случаю победы Азербайджана в «Отечественной войне», как в Азербайджане официально был именован вооружённый конфликт в Нагорном Карабахе осени 2020 года.
В законопроекте слова «Медаль За освобождение Джебраила» были добавлены после слов «Медаль За освобождение Суговушана» в статье 2 п. 1.2.
Законом Азербайджанской Республики от 26 ноября 2020 года было утверждено описание медали «За освобождение Джебраила» Азербайджанской Республики.

## Положение о медали
Медаль «За освобождение Джебраила» вручается военнослужащим Вооружённых сил Азербайджана, принимавшим участие в боевых действиях по освобождению Джебраильского района Азербайджанской Республики.
Медаль «За освобождение Джебраила» носится на левой стороне груди, при наличии других медалей и орденов Азербайджанской Республики — после медали «За освобождение Суговушана».